# Температура плавлення
| Температури плавлення речовин | Температури плавлення речовин |
| Речовина                      | Температура плавлення (°С)    |
| ----------------------------- | ----------------------------- |
| Вольфрам                      | 3410                          |
| Платина                       | 1755                          |
| Залізо                        | 1538                          |
| Мідь                          | 1083                          |
| Золото                        | 1063                          |
| Срібло                        | 961                           |
| Кальцій                       | 851                           |
| Алюміній                      | 660                           |
| Магній                        | 651                           |
| Свинець                       | 328                           |
| Олово                         | 232                           |
| Натрій                        | 98                            |
| Калій                         | 63,5                          |
| Ртуть                         | -39                           |

Температу́ра плáвлення, також температура затверді́ння, температура замерзання — температура, при якій тверде кристалічне тіло здійснює перехід у рідкий стан і навпаки. За іншим визначенням — температура, за якої тверда фаза речовини знаходиться в рівновазі з рідкою. Власне температура переходу твердої речовини в рідинний стан, фіксуєтьсяся в момент, коли зразок переходить у розплав (у краплю).
Температура плавлення корегована — з урахуванням поправки на виступаючий стовпчик термометра, некорегована — без такої поправки.

## Загальний опис

Плавлення льоду

При температурі плавлення речовина може перебувати як у рідкому, так і у твердому стані. При підведенні додаткового тепла речовина перейде в рідкий стан, а температура не змінюватиметься доки вся речовина в системі не розплавиться. При відведенні зайвого тепла (охолодженні) речовина буде переходити у твердий стан (застигати) і доки воно не застигне повністю, температура не зміниться.
Температура плавлення (затвердіння) і температура кипіння вважаються одними з найважливіших фізичних властивостей речовини. Температура затвердіння збігається з температурою плавлення лише для чистої речовини. Некристалічні речовини не мають температури плавлення (затвердіння) взагалі й здійснюють перехід в певному діапазоні температур (у сумішей рідин діапазон особливо широкий).
Оскільки під час плавлення об'єм тіла змінюється незначно, тиск мало впливає на температуру плавлення. Однак саме під дією високого тиску, що чиниться полозом ковзана, лід плавиться, і спортсмен легко ковзає по ньому. Залежність температури фазового переходу (в тому числі і плавлення, і кипіння) від тиску для однокомпонентної системи дається рівнянням Клапейрона-Клаузіуса. Температуру плавлення при нормальному атмосферному тиску (1013,25 гПа, чи 760 мм ртутного стовпчика) називають точкою плавлення.

## Приклади
Температура плавлення — важлива фізична константа мінералів, зв'язуючих речовин тощо. Наприклад, при брикетуванні вугілля зі зв'язуючими для нафтозв'язуючих вона становить 102—103 оС, а для кам'яновугільного пека — 105—108 оС.